# Amagi (Schiff, 1920)
Die Amagi (japanisch 天城) war ein Schlachtkreuzer der Kaiserlich Japanischen Marine, der nach einem Berg in Japan benannt war und dessen Bau unvollendet blieb.

## Geschichte
Der Bau von zwei neuen Schlachtkreuzern war 1917 genehmigt worden. Hiraga Yuzuru entwickelte die Pläne für die neue Schiffsklasse, die der britischen Hood und der amerikanischen Lexington-Klasse überlegen sein sollte.
Die Amagi wurde am 16. Dezember 1920 in der Marinewerft Yokosuka als Schlachtkreuzer auf Kiel gelegt. Jedoch wurde der Bau am 5. Februar 1922 eingestellt, als das Schiff zu etwa 40 % fertig war. In den Verhandlungen der Flottenkonferenz von Washington wurden strenge Obergrenzen für den Bau von Schlachtschiffen und Schlachtkreuzern ausgehandelt, so dass es zunächst so aussah, als müsse die Amagi verschrottet werden. Es wurde letztlich ausgehandelt, dass die Amagi und ihr Schwesterschiff Akagi zu Flugzeugträgern umgebaut werden durften.
Der Weiterbau zu einem Flugzeugträger begann 1923. Das große Erdbeben in Tokio am 1. September 1923 zerstörte wenige Wochen später den Schiffsrumpf fast vollständig, so dass er 1924 verschrottet wurde. Als Ersatz für die zerstörte Amagi wurde die Kaga in das Flugzeugträgerprogramm der Kaiserlich Japanischen Marine aufgenommen.
Der Name Amagi wurde an den 1944 in Dienst gestellten Flugzeugträger Amagi vergeben.